# Rezső Wanié
Rezső Wanié (12 aprile 1908 – 9 aprile 1986) è stato un nuotatore ungherese.

## Carriera
Specializzato nello stile libero e nelle staffette, è arrivato terzo nella 4x200m stile libero a Bologna 1927.

## Palmarès
- Europei

Bologna 1927: bronzo nella 4x200m stile libero.